# Dance punk
La dance punk, chiamata anche disco-punk , è un sottogenere musicale del punk rock e della musica dance, per molto tempo considerato associato al post-punk. La dance punk unisce gli elementi canonici della musica da discoteca di fine anni settanta e dei giorni nostri insieme al punk rock tradizionale, basandosi talvolta anche su ritmiche derivate dal funk.

## Storia
La dance punk nasce come un genere legato alla musica new wave, sviluppandosi in due aree geografiche: a New York e in Regno Unito. Verso la fine degli anni '70, probabilmente James Chance dei James White and Blacks coniò per la prima volta il termine disco-punk, per indicare quella corrente musicale di artisti che si sviluppò a New York nella scena underground, che fondeva il punk rock con la musica da discoteca. Ma bisognerà aspettare l'inizio degli anni '80, quando i The Clash pubblicarono London Calling e Sandinista!, album che sancivano la chiusura definitiva dell'era del punk britannico e l'inizio delle contaminazioni con altri generi quali lo ska e, appunto, la dance. Tra le altre band che fondevano il punk rock con la musica dance vi erano Buzzcocks, Ultravox, Talking Heads, Devo, Blondie, The Cars, The Pop Group e Gang of Four.
Quando la techno divenne popolare tra gli anni '80 e gli anni '90, alcune band post-punk vennero influenzate dal genere. I gruppi madchester della fine degli anni 80, come Happy Mondays, ripresero una forma della dance-punk influenzata dalla scena rave. Questo sviluppo fu seguito dai gruppi britpop, come Blur, e da una piccola ala dell'elettronica big beat.
Il termine dance punk riemerse all'inizio del XXI secolo per coniare il nome di tale musica. Lo stile venne portato avanti da band influenzate dal punk come Liars e Radio 4, così come gruppi influenzati dal punk come Out Hud. Altre band come Liars, !!!, LCD Soundsystem, The Rapture, Radio 4 e Klaxons vennero catalogati come via di mezzo tra i due generi. Vi fu poi una successiva fusione della dance-punk con altri generi, con band come Q and Not U che esplorano gli aspetti della dance-punk, insieme al post-hardcore e altri stili musicali.